# Kurt Schweizer
Kurt Schweizer (* 2. September 1921; † 26. April 2004) war ein Schweizer Journalist und Politiker (SP).

## Leben
Schweizer schrieb als Student für die Berner Tagwacht, deren Chefredaktor er von 1963 bis 1967 war. 1955 wurde er Berner Stadtrat. Von 1968 bis 1984 war er Gemeinderat der Stadt Bern; er leitete die Direktion der Stadtbetriebe. Im Gemeinderat setzte sich Schweizer für eine «wohnliche Stadt» Bern ein.
An einem Hearing des Bundes im November 1971 sagte er:
«Eine dringende Notwendigkeit sei das Tram nach Bümpliz, führte Schweizer (soz.) aus; dieses müsste so weit als möglich auf eigenem Trassee geführt werden. Sämtliche Strassenkreuzungen sollten mit vom Tram aus beeinflussbaren Lichtsignalanlagen versehen werden. Schweizer brach erneut eine Lanze für die Subventionierung des Agglomerationsverkehrs auch mit Bundesmitteln.»